# Kinjal (dague)
Ne doit pas être confondu avec Kh-47M2 Kinjal.

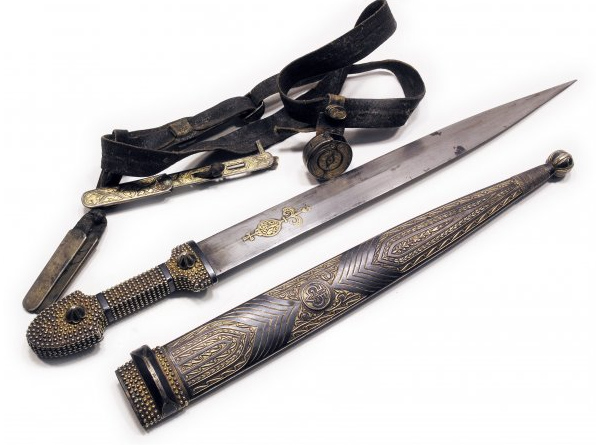
Kinjal tcherkesse.

Le kinjal ou kama (en russe : кинжал, géorgien : ხანჯალი - khandjali (ou სატევარი - satévari en géorgien ancien), en adyguéen : Къамэ - k"ame) est une dague à double tranchant, souvent avec une seule gouttière décalée sur chaque face de la lame. Elle est utilisée comme arme secondaire dans le Caucase depuis l'Antiquité.
Ces poignards et leurs fourreaux sont généralement richement décorés sur la face visible de motifs en or ou en argent, et comportent parfois des pierres précieuses incrustées. La pointe du fourreau est généralement munie d'un prolongement de forme sphérique, et le manche est généralement fabriqué dans des matériaux tels que le bois ou l'ivoire. La longueur de la lame peut varier de 8 à 45 cm.
Faisant partie du costume traditionnel сaucasien, le kinjal est également adopté par les Cosaques du Kouban ou du Terek.
Kinjal étant le mot russe généralement utilisé pour désigner une dague, le terme est utilisé dans le domaine militaire et devient le nom d'un missile hypersonique russe, le Kh-47M2 Kinjal, utilisé durant la guerre russo-ukrainienne notamment.